# Sisarahili (Pulau-Pulau Batu)
Sisarahili is een bestuurslaag in het regentschap Nias Selatan van de provincie Noord-Sumatra, Indonesië. Sisarahili telt 478 inwoners (volkstelling 2010).